# Jubb al-Ghar
Jubb al-Ghar (tiếng Ả Rập: جب الغار jubb al-ghār) là một ngôi làng Syria nằm ở phó huyện Shathah thuộc huyện Al-Suqaylabiyah, Hama. Theo Cục Thống kê Trung ương Syria (CBS), ngôi làng có dân số 821 người trong cuộc điều tra dân số năm 2004.